# Hubert Leclaire
Hubert Leclaire, född 30 maj 1906 i Mariadorf, död 19 februari 1996 i Düsseldorf, var en tysk kriminalpolis och SS-Sturmscharführer. Efter att ha tjänstgjort vid Aachens Schutzpolizei och Kriminalpolizei blev han vakt i koncentrationslägret Buchenwald. Han förestod lägrets politiska avdelning.
Leclaire ställdes 1958 inför rätta inför en domstol i Düsseldorf, åtalad för krigsförbrytelser, men frikändes.